# Уоррен, Скотт
Скотт Уо́ррен (англ. Scott Warren; 3 ноября 1962, Чикаго) — американский клавишник и автор песен. Наиболее известен как клавишник хэви-металлических групп Dio и Heaven & Hell.
Начал осваивать инструмент самоучкой в возрасте 6 лет. Позже обучился игре профессионально в музыкальной школе Дика Грова.
Играл в группах Warrant, Keel, Berlin и других. С 1994 года был участником группы Dio. Играл на всех альбомах, начиная с Strange Highways. В 2006 году Дио приостановил деятельность своей группы в связи с началом деятельности группы Heaven & Hell, куда попал и Уоррен, однако он не стал полноправным участником новой группы и не появлялся на сцене во время концертов.
Скотт подменил за клавишными Джоша Сильвера в группе Type O Negative во время его болезни.